# 盖尔韦勒
盖尔韦勒是德国莱茵兰-普法尔茨州的一个市镇。总面积4.50平方公里，总人口234人，其中男性114人，女性120人（2011年12月31日），人口密度52人/平方公里。